# Simon Ward
Simon Anthony Fox Ward (Londres, 16 de outubro de 1941 — 20 de julho de 2012) foi um ator britânico.

## Filmografia (parcial)
- Wuthering Heights (1992)
- Double X: The Name of the Game (1992)
- Around the World in 80 Days (1989)
- Supergirl (1984)
- An Inspector Calls (1984)
- Dominique is Dead (1979)
- Zulu Dawn (1979)
- Holocaust 2000 (1978)
- The Four Feathers (1977)
- Deadly Strangers (1974)
- Aces High (1976)
- Children of Rage (1975)
- All Creatures Great and Small (1974)
- Dracula (1974)
- The Four Musketeers (1974)
- The Three Musketeers (1973)
- Hitler: The Last Ten Days (1973)
- Young Winston (1972)
- Frankenstein Must Be Destroyed (1969)